# Chris Rest
Chris Rest és un guitarrista estatunidenc conegut pel seu treball amb els grups de hardcore melòdic Rich Kids on LSD (RKL), Lagwagon i No Use For a Name. Rest és l'únic membre permanent de RKL, havent participat en tots els seus àlbums i gires.

## Trajectòria
Rest va ser un membre fundador del grup de punk hardcore RKL quan es van formar el 1982. Al llarg de la seva influent història, RKL va publicar quatre àlbums d'estudi de llarga durada i un àlbum en directe enregistrat el 1989 en un centre social okupat a Eindhoven, fins que RKL va fer una pausa el 1995. El 1996 Rest va formar un grup anomenat The Other amb Bomer Manzullo de RKL i el bateria Boz Rivera. Aquest grup va produir un àlbum homònim publicat el 1997 a través de Honest Don's Records, un subsegell de Fat Wreck Chords. Aquell mateix any, Rest va tocar la guitarra a l'àlbum Beat Me Silly de Buck Wild. El 1997 Rest va substituir el guitarrista Ken Stringfellow com a membre de Lagwagon. Rest ha aparegut en tots els enregistraments posteriors de Lagwagon. També va contribuir amb la seva guitarra a l'àlbum de Mad Caddies del 2001, Rock the Plank, i al de 2001 de Hotbox, Lickety Split.
El 2002 Rest va reformar RKL amb els membres originals: el cantant Jason Sears i el bateria Bomer Manzullo. La formació va fluctuar durant els anys següents i s'estava escrivint i gravant material nou, però la mort de Sears el 2006 va posar fi a qualsevol pla d'estrena.
Chris Rest també és membre del grup King City de San Francisco. Rest va tocar la guitarra a l'àlbum del 2008 de The Real McKenzies Off the Leash i amb el grup District of Columbias el 2009. El 2008 també va gravar un solo de guitarra per a la cançó «Stroudsburg» del grup I Know the Struggle. Rest es va unir a No Use for a Name el 2008 en substitució de Dave Nassie i va romandre com a integrant fins al seu últim concert després de la mort del cantant Tony Sly el 2012.